# س. جاي ستيفنز
س. جاي ستيفنز (بالإنجليزية: C. J. Stevens)‏ هو كاتب سير ومترجم أمريكي، ولد في 8 ديسمبر 1927 في Smithfield, Maine ‏ في الولايات المتحدة.